# Katja Dörner
Katja Dörner (Siegen, 18 febbraio 1976) è una politica tedesca, sindaca di Bonn dal 1º novembre 2020.